# Болотная пестрогрудка
Болотная пестрогрудка (лат. Bradypterus baboecala) — вид воробьиных птиц из семейства сверчковых. Выделяют 7 подвидов.

## Распространение
Обитают в Африке южнее Сахары. Естественной средой обитания этих птиц являются болота.

## Описание
Птицы среднего размера. Хвост состоит из двенадцати закругленных перьев. Клюв тонкий. На горле имеются тёмные отметины. Самцы и самки внешне не различимы.

## Биология
Питаются мелкими насекомыми, яйцами муравьев. Ищут пищу вблизи земли, часто над водой. В кладке 2-4 яйца.
В роли гнездовых паразитов иногда выступают Chrysococcyx dubius.

### Вокализация
Песня представлена серией одинаковых коротких звуков, сначала произносимых в устойчивом темпе, через некоторое время ускоряющихся, а затем резко прекращающихся, напоминающих ритм прыгающего мяча: «trip...trip...trip...trip...trip..trip..trip.trip.triptriptriptriptrip».